# Callimenus dilatatus
Callimenus dilatatus är en insektsart som beskrevs av Carl Stål 1875. Callimenus dilatatus ingår i släktet Callimenus och familjen vårtbitare. Inga underarter finns listade i Catalogue of Life.